# لاپتا (ورزش)

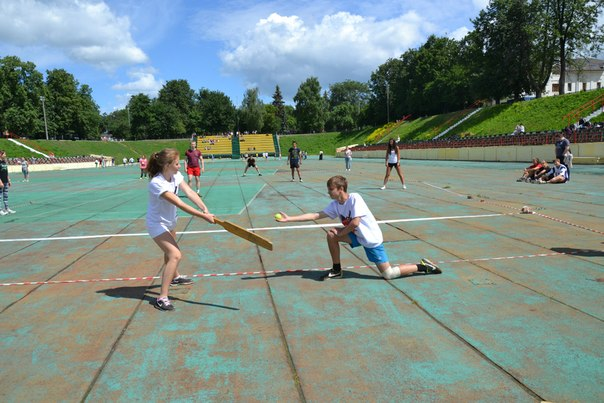

لاپتا (به روسی: лапта́) ورزشی تیمی و از دسته ورزش‌های امن پناه است. دسته و توپ از تجهیزات اصلی این ورزش است. لاپتا اولین بار در قرن ۱۴ میلادی بازی شد. قوانین این ورزش ترکیبی از قوانین ورزش‌های اولینا، پساپالو، بیسبال و کریکت است.